# Грефф, Петер
Петер Грефф (полное имя: Йохан Петер Карл Грефф; нем. Peter Greeff; 18 октября 1865, Вюльфрат, Рейнская провинция — 11 мая 1939, Дюссельдорф, Рейнская провинция) — немецкий художник-пейзажист.

## Биография
Выходец из зажиточной семьи, Грефф родился в 1865 году в поместье Дюссель поблизости от Вюльфрата. Он рос без отца, павшего в ходе Австро-прусской войны в битве при Кёниггреце. Грефф учился живописи в Дюссельдорфской академии художеств (1881—82) и в Художественной школе великого герцога Баденского в Карлсруэ (1889—90), кроме того, он получил военную подготовку и числился гусарским офицером запаса.
В 1892 году Грефф женился на Кларе Лангерфельд (1868—1923), которая родила ему двух дочерей и сына. Семья жила в Дюссельдорфе, где Грефф был членом местных художественных объединений и участников выставок. С началом Первой мировой войны Грефф, которому было почти 50, сперва добровольцем отправился на фронт и в чине лейтенанта участвовал в боевых действиях в Бельгии, однако, когда стало ясно, что возраст не позволяет ему принимать участие в боях, он был отправлен в тыл, повышен до капитана и в дальнейшем до конца войны занимался подготовкой новобранцев.
Как пейзажист, Грефф был увлечён, в первую очередь, пейзажами своей родной Германии — изображением берегов Рейна, лесов и гор. Грефф регулярно выставлял свои работы на выставках в Мюнхене, Берлине и Дюссельдорфе. Занимался также литографией и в этом качестве сотрудничал с иллюстрированным журналом «Die Rheinlande» («Рейнская земля»).
Грефф скончался в 1939 году в Дюссельдорфе.

## Галерея

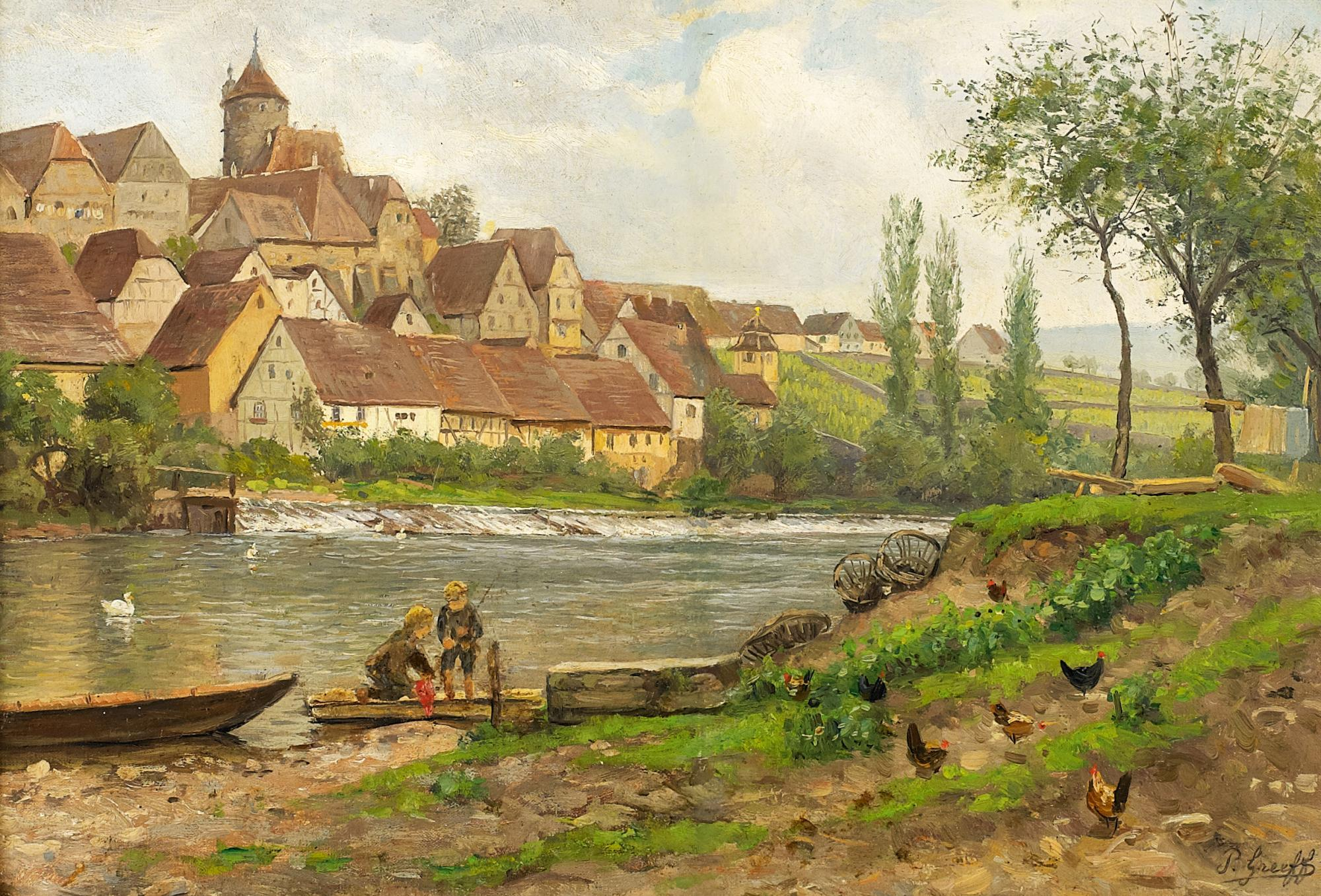
Вид на город Безигхайм
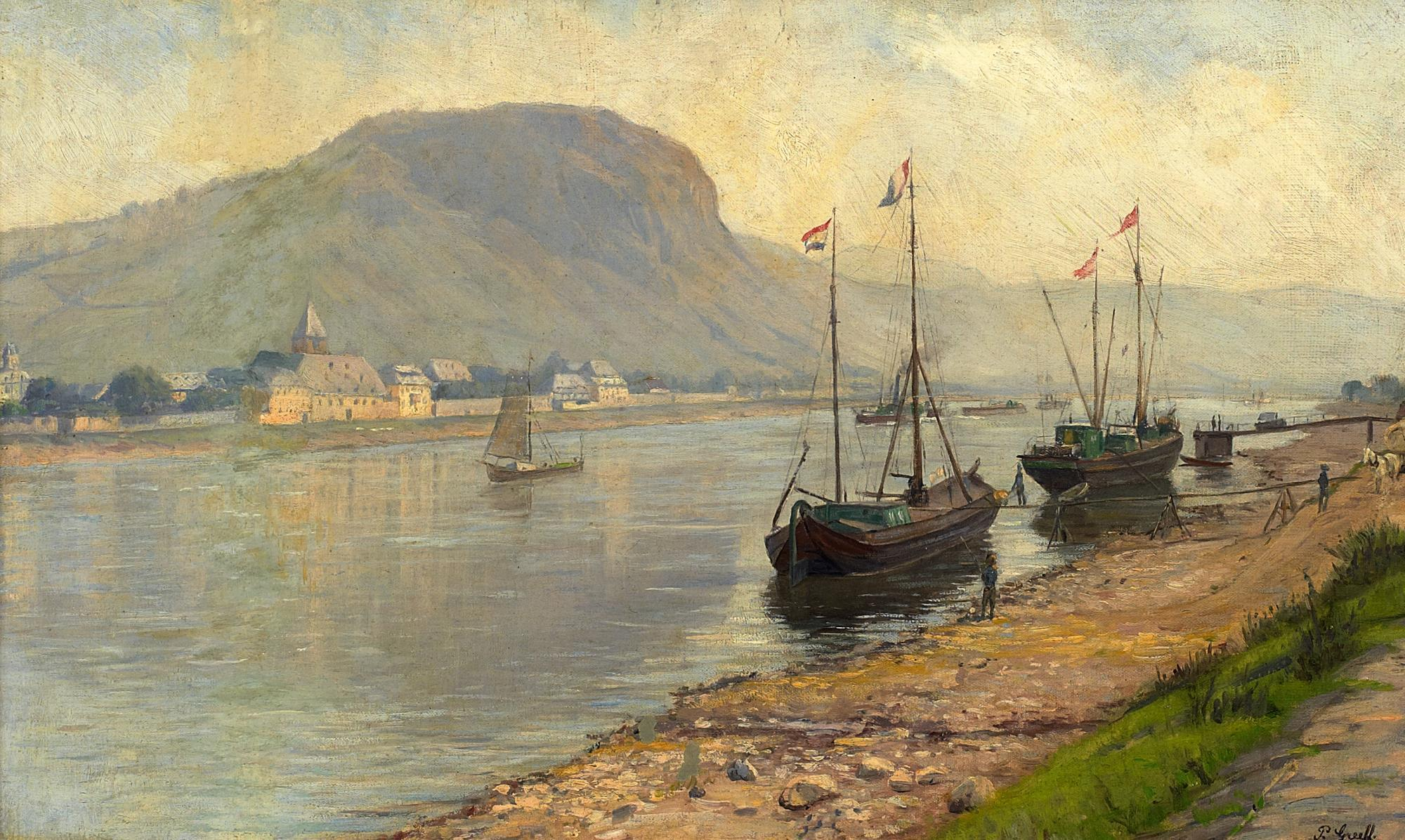
Вид на реку Рейн в окрестностях Эрпеля
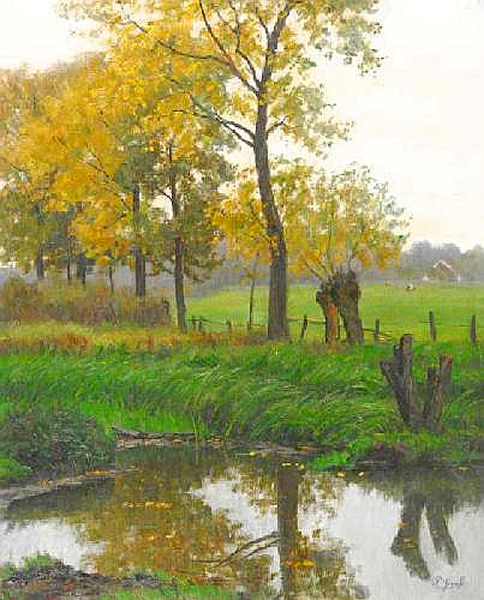
Весенний пейзаж
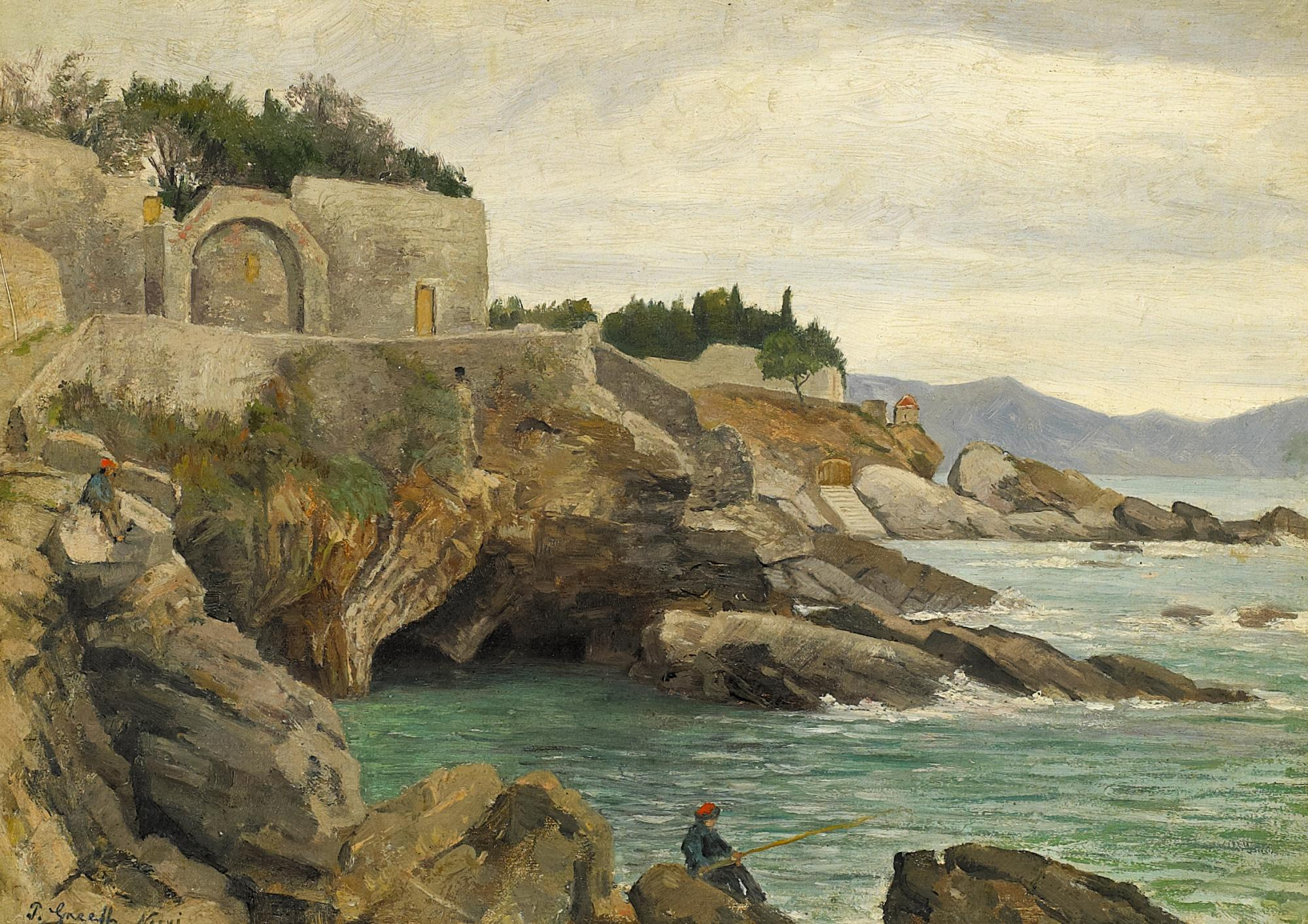
Вид на морской берег в Нерви